# Dendrochilum tenuissimum
Dendrochilum tenuissimum är en orkidéart som beskrevs av Friedrich Fritz Wilhelm Ludwig Kraenzlin. Dendrochilum tenuissimum ingår i släktet Dendrochilum och familjen orkidéer.
Artens utbredningsområde är Sulawesi. Inga underarter finns listade i Catalogue of Life.